# هودسون (ماساتشوستس)
هودسون (بالإنجليزية: Hudson, Massachusetts)‏ هي بلدة أمريكية تقع في الولايات المتحدة في مقاطعة ميدلسيكس (ماساشوستس). يقدر عدد سكانها بـ 19,063 نسمة ومساحتها 30.7 كم2 ووترتفع عن سطح البحر 80 متر.

## المدن التوأمة
مدينة Vila do Porto هي مدينة توأمة لـهودسون (ماساتشوستس).

## أعلام
- جوني غيلروي
- ويليام د. كوليدغ
- بول سيلوتشى
- ويليام بي. رايس
- فرد روبنسون